# Antonio Espinós Julián
Antonio Espinós Julián fou un polític valencià, diputat a les Corts Espanyoles durant la restauració borbònica.
Fou membre de la diputació provincial de València del Partit Conservador pel districte de Carlet-Xiva de 1884 a 1894. Formà part del corrent de Vicente Noguera y Aquavera. A les eleccions generals espanyoles de 1896 fou elegit diputat pel districte d'Enguera.